# Mulur
Mulur is een census town in het district Udupi van de Indiase staat Karnataka. 

## Demografie
Volgens de Indiase volkstelling van 2001 wonen er 5057 mensen in Mulur, waarvan 46% mannelijk en 54% vrouwelijk is. De plaats heeft een alfabetiseringsgraad van 76%. 